# وید (آرکانزاس)
وید (به انگلیسی: Weed) یک منطقهٔ مسکونی در ایالات متحده آمریکا است که در شهرستان پوینست، آرکانزاس واقع شده‌است. وید ۶۴٫۰۱ متر بالاتر از سطح دریا واقع شده‌است.